# 最後的決鬥
是一部2021年英美合拍時代劇情片，由雷利·史考特執導，妮可·哈洛芙珊娜、班·艾佛列克和麥特·戴蒙共同撰寫劇本。該片改編自艾瑞克·傑格爾的2004年書籍《最後的決鬥：中世紀法國戰鬥的真實審判故事》，讲述中世纪法国著名战士尚·德·卡鲁日通过比武审判处决强奸自己妻子的犯人。其主演包括戴蒙、亞當·崔佛、茱蒂·康默和艾佛列克。
《最後的決鬥》於2021年9月10日登上第78屆威尼斯影展舉行全球首映，2021年10月15日在美國上映。電影在影評界獲得正面的評價，但是票房收入3050萬美金不足彌補1億美金的製作成本，導致電影變成票房毒藥。

## 剧情
第一章 德·卡鲁日的叙述
让·德·卡鲁日与侍从雅克·勒·格里斯从卡罗琳战争归来，他们发誓效忠查理六世任命的领主皮耶尔·达朗松伯爵。阿朗松伯爵让新的封臣缴纳战争税，卡鲁日称自己财源已枯竭，祈求宽限处理，得到了伯爵的同意。
为了改善财务状况，卡鲁日迎娶了玛格丽特·德·迪布维尔，得到了庄园和一大笔嫁妆。为阿朗松伯爵收债的勒·格里斯向玛格丽特的父亲逼债，后者只得将本该陪嫁给德·卡鲁日的一块肥厚土地献出。阿朗松伯爵随即将这块土地分封给勒·格里斯。卡鲁日向查理六世起诉但被驳回。皮埃尔心生不忿，把德·卡鲁日家族世代戍守的堡垒赐给勒·格里斯。
后来，德·卡鲁日在苏格兰战场上表现英勇，受封骑士，但并未改变破产的境地。觐见国王从巴黎返回后，玛格丽特说雅克趁他不在，在家强奸了自己。德·卡鲁日知道皮耶尔袒护勒·格里斯，便向巴黎司法宫告状，并要求决斗审判，得到查理六世批准。
第二章 勒·格里的叙述
勒·格里斯运用自己的数学知识帮皮耶尔打理财政，得到对方信任，要到了一官半职。之后勒·格里斯遇到玛格丽特，并对她一见钟情，并认为玛格丽特对他展现出了善意。
德·卡鲁日在巴黎的时候，其母带上所有仆人出门办事，留下玛格丽特一个人在家。雅克派仆人亚当·鲁维尔敲她家的门，称想一边进城堡取暖一边等待马掌钉好。玛格丽特开门，雅克紧随其后进入，向玛格丽特告白。玛格丽特坚称自己已婚，要求两人离开，勒·格里斯反认为玛格丽特欲拒还迎，于是追进了她的卧室，将其扑倒在床上，并与之强行发生了性关系。离开前，他威胁玛格丽特保守秘密。
过了一阵子，阿朗松伯爵把德·卡鲁日指控勒·格里斯强奸其妻一事告知了后者，并宽慰勒·格里斯说自己将保护他。德·卡鲁日上诉至巴黎，要求比武审判。雅克·勒·格里斯最终接受决斗。
第三章 玛格丽特的叙述
婚后，玛格丽特未能给卡鲁日生孩子，两人的婚姻关系陷入紧张地步。玛格丽特第一次见勒•格里斯时告诉同席夫人们勒·格里斯虽样貌英俊却并不可靠。去巴黎之前，德·卡鲁日要求玛格丽特不能踏出城堡半步，也不能让人进来。
德·卡鲁日的母亲不听儿子的命令，让所有仆人和她一起外出办事，勒·格里斯趁机带着自己的仆人出现，戏耍玛格丽特，让对方放他们进来。勒·格里斯傲慢地向玛格丽特告白，并强行进入她的睡房将其强奸。德·卡鲁日回来的时候，玛格丽特将事情的原委告诉给卡鲁日。德•卡鲁日的母亲反对玛格丽特公开指控勒·格里斯，并请求独自承担全部后果。
在巴黎法庭的审判上，身怀六甲的玛格丽特坚持自己所言属实，但查理六世还是让德·卡鲁日与雅克·勒·格里斯进行生死决斗，若德·卡鲁日输掉，玛格丽特也要被执行火刑。玛格丽特不悦丈夫对决斗审判后果的隐瞒。决斗前夕，她为德·卡鲁日生下儿子。
决斗开始，两人进行马上枪术比赛，双双堕马，只能徒手搏斗。德·卡鲁日一开始被刺中，最后还是成功压制勒·格里斯。德·卡鲁日要求对手认罪，勒·格里斯坚称自己无辜，最终被对方了结。德·卡鲁日沉浸在胜利的荣耀中，玛格丽特默默跟在他身后。
后来，德·卡鲁日参与十字军东征，战死沙场。玛格丽特一人在城堡守寡，独自过了30年的平静生活，终生没有再嫁。

## 演員
- 麥特·戴蒙 飾 尚·德·卡魯日
- 亞當·崔佛 飾 雅克·勒·格里斯（英语：Jacques le Gris）
- 茱蒂·康默 飾 瑪格麗特·德·卡魯日（英语：Marguerite de Carrouges）
- 班·艾佛列克 飾 皮耶·達朗松伯爵（英语：Peter II, Count of Alençon）
- 哈莉葉·華特（英语：Harriet Walter） 飾 妮可·德·布加德
- 納森尼爾·帕克（英语：Nathaniel Parker） 飾 羅伯特·迪布維爾爵士
- 山姆·海瑟丹（英语：Sam Hazeldine） 飾 湯姆·杜布瓦
- 麥可·麥埃爾哈頓（英语：Michael McElhatton） 飾 伯納德·拉圖爾
- 亞歷克斯·勞瑟（英语：Alex Lawther） 飾 查理六世

## 製作
該項目最初於2015年7月公佈，計劃由法蘭西斯·羅倫斯執導，肖恩·格蘭特（Shaun Grant）編劇，然而該項目其後並沒有任何進展。2019年7月，宣佈雷利·史考特將執導該片，班·艾佛列克、麥特·戴蒙主演，並與妮可·哈洛芙珊娜共同撰寫劇本。2019年9月，茱蒂·康默為加盟電影進行洽談。2019年10月，確認康默出演電影，而在艾佛列克選擇改為飾演配角後，亞當·崔佛為加盟電影進行洽談。2019年11月，確認崔佛出演電影，並公佈發行日期。

### 拍攝
主體拍攝於2020年2月14日在法國的多爾多涅省開始進行，並預定於2020年3月在爱尔兰米斯郡進行拍攝。然而，受COVID-19影響，迪士尼宣佈暫停拍攝，直至2020年9月才重新开机，2020年10月14日在爱尔兰杀青。

## 發行
《最後的決鬥》原定於2020年12月25日有限上映，並於2021年1月8日全國上映。2020年7月，由於受COVID-19疫情影響，電影延期至2021年10月15日上映。

## 反响

### 票房
截至2021年12月1日，影片在北美两地收获1090万美元票房，海外收获1900万美元票房，全球票房共计2980万美元。然而，影片开画当天票房仅为180万美元（含周四晚点映票房35万美元），远远低于原先开画首周末票房达1000万美元的预测，仅位列票房榜第五位，成为斯科特票房成绩最差的作品。Deadline Hollywood分析票房惨淡的原因，列出诸多影响因素，包括两个半小时的票房限制了放映场次、内容主题与市场不兼容、（影片目标定位的）45岁以上的观众群体尚未完全回归电影院观影及同期间上映的《007：无暇赴死》分割票房。导演雷德利·斯科特2021年11月在播客节目《马克·马龙搞什么》接受访问，当中批判千禧世代惦记着玩手机，造成影片票房惨淡，觉得影片的时代背景及动作场面理应吸引到年轻观众。多家媒体将影片标榜为票房炸弹，认为20世纪影业可能会因此损失数百万美元。

### 专业评价
根据評論匯總网站爛番茄汇总的254篇评论文章，85%的评论家给予该作正面评价，平均打分为7.30分（满分10分）。网站共识写道：“《最后的决斗》批判系统性厌女症的效果不如预期，但还是将出色的表演及发人深省的剧情融入到壮丽的史诗场面中。”Metacritic根据50条评论打出67/100的平均分，表示“普遍好评”。影院评分观众票选评分为“B+”（评级从A+到F），PostTrak观众推荐度72%。

## 外部連結
- 互联网电影数据库（IMDb）上《最後的決鬥》的资料（英文）
- Box Office Mojo上《最後的決鬥》的资料（英文）
- Metacritic上《最後的決鬥》的資料（英文）
- 爛番茄上《最後的決鬥》的資料（英文）
- AllMovie上《最後的決鬥》的资料（英文）
- 開眼電影網上《最後的決鬥》的資料（繁體中文）
- Yahoo奇摩電影上《最後的決鬥》的資料（繁體中文）
- 雅虎香港電影上《最後的決鬥》的資料（繁體中文）
- 时光网上《最後的決鬥》的資料（简体中文）
- 豆瓣电影上《最後的決鬥》的資料 （简体中文）